# 篁怜
篁 怜（たかむら れい、11月11日 - ）は、日本のヘアメイクアーティスト。

## 経歴
ヘアメイク事務所に所属し活動を開始。その後フリーランスになってからは活動の拠点を関西に移し、現在は俳優の沢栁優大とユニット「ゆうれい」を組んで活動を行っている。自主制作映画『みぽりん』にヘアメイクを担当する。また同作ではヘアメイクだけでなく、某役としても出演した。また2020年に制作された、映画『コケシ・セレナーデ』にもヘアメイク担当及び某役で出演した。

## 人物・エピソード

### 『みぽりん』出演の経緯
映画『みぽりん』では当初はヘアメイクのみの担当だったが、同作の松本大樹監督のオファーを受けて急遽出演する事になった。某を演じる切っ掛けについては舞台挨拶で「撮影2回目の現場で松本監督に『ちょっとだけ出て欲しい』と言われたため出演を決意したが思いのほか出番が多くて困惑した」と語っており、篁はこれを舞台挨拶の鉄板ネタとしている。

## 参加作品

### 映画
- 『みぽりん』-2019年（松本大樹 監督）
- 『KOBE of the dead』-2019年（大矢哲紀監督）
- 『コケシ・セレナーデ』-2020年（松本大樹 監督）
- 『光の輪郭と踊るダンス』-2021年（岡本昌也 監督）

### MV
- 『Passion』[4]。